# Friedrich Wilhelm Rust
Friedrich Wilhelm Rust (Wörlitz, 6 de juliol de 1739 – Dessau, 28 de febrer de 1796) fou un pianista, violinista i compositor alemany.
Anomenat com el precursor de Beethoven, des de la seva infància mostrà felices disposicions per a la música, estimulades pel seu germà Ludwig Anton, violinista de cert renom, i que, convidat a cooperar durant els anys de 1744 i 1745 en les festes musicals de la Thomàs Schule, de Leipzig, dirigides per Bach, tornà al seu país animat d'un ardent proselitisme vers el geni d'Eisenach. Rust començà a emmotllar-se en l'aureola cresol d'El clave ben temperat, que arribà a executar íntegrament de memòria. Però la família del precoç artista ambicionava per a ell altres glòries, les del fòrum, i l'envià a la Universitat de Halle. El novell estudiant es donà, però, en freqüentar amb major estima les lliçons de Friedemann Bach, el segon fill i el primer fill mascle de Bach, que les aules, i en complir els vint-i-tres anys abandonà la carrera de jurisprudència per consagrar-se per sencer a la seva vocació, realitzant severs estudis, primer a Berlín, sota la direcció de Benda, i després a Potsdam, amb Carl Philipp Emanuel Bach.
Ja completa la seva educació musical, li dispensà un gran suport el príncep Leopold III d'Anhalt-Dessau i se l'emportà amb ell a Itàlia. Allà estudià el violí amb Tartini, arribant assolir, tant en aquest instrument com amb el llaüt, un virtuosisme excepcional, molt celebrat pels seus coetanis. Al retornar d'Itàlia, el príncep Leopold el nomenà director de la seva música; i en aquella cort de Dessau, esplèndid focus de cultura, que disputava a Weimar els seus literats i els seus artistes i que alguna vegada il·lustrà amb la seva presencia Goethe, va transcorre la tranquil·la vida de Rust, sense cap núvol que fes ombra en la seva existència que la tràgica mort del seu fill primogènit, que s'ofegà en un llac, terrible desgracia que escurçà la vida del compositor.
La seva obra musical catalogada, és molt extensa, constant de vuitanta i escacs obres de tots els gèneres: salms, cantates, òperes, duo-drames i monogrames, odes i àries, concerts fugues, variacions i 48 sonates. D'aquestes tan sols són conegudes les següents:
- nou sonates per a violí;
- La sèrie en si, anomenada Seriosa, que data de 1788;
- Sonata en sol, per a violí i llaüt o piano, escrita el 1791 i l'andante de la qual ofereix certa analogia amb la del trio, op. 97, de Beethoven;
- tres sonates en re, do i si bemoll, compostes el 1794 i 1795;
- sonata en re per a violí sol;
- dues sonates en re i si bemoll, també per a violí sol, probablement d'una època anterior.
- nou sonates per a piano, de les que són especialment interessants:
- la primera, en la, denominada Erótica 1775;
- la segona, en re bemoll (1777);
- la tercera, en do;
- la cinquena en fa sostingut, composta el 1784, on apareix d'una manera clara l'evolució de Rust vers l'estil beethovià, presentant les idees una elevació i una vàlua expressiva extraordinària;
- la setena, en mi, anomenada Italiana (1792);
- la vuitena en re, el lent moviment de la qual (Lament) és d'una potencialitat expressiva només sobrepassada per alguns adagis de Beethoven.
- la novena, en do, què, malgrat que massa modernitzada per un descendent de Rust, ofereix encar un poderós encant melòdic.

Com a curiosa particularitat de la sonata en re, cal assenyalar que el famós Clar de lluna de Beethoven --Sonata per a piano núm. 14 està construït sobre el mateix pla que el referit Lament.
Tota aquesta important obra va romandre quasi ignorada fins a final del segle xix, en què el professor Wilhelm Rust, renebot de Friedrich Wilhelm, revisà i publicà el més destacat l'obra, i entre elles les sonates per a piano. La boga sobtada que aquestes assoliren arreu dels centres musicals més importants del centre d'Europa, sobretot a Alemanya, on inclús s'arribaren a fundar nombroses Societats Rust, a imitació de les de Bach, Beethoven, etc., originà un moviment de reacció. El crític germànic Ernst Neufeldt, com el francès Theodore de Wyzeva, combateren fins al 1910 les produccions del Mestre de capella de Dessau, originant-se una enconada polèmica artística en la que va fer escoltar la seva autoritzada veu el compositor francès Vincent d'Indy, el qual, rebatent els càrrecs acumulats contra Rust i el seu revisador i editor, afirmà que la música de Rust, particularment les seves Sonates, eren dignes d'un lloc distingit en la literatura instrumental. Les principals sonates de Rust foren donades a conèixer a París per la pianista Roger-Miclós, i a Espanya per Ricard Viñes el 1913.